# Viaduc de la Penzé
Le viaduc de la Penzé est un viaduc ferroviaire qui permet à la traversée de la Penzé par la ligne de Morlaix à Roscoff. À son ouverture, ce pont constituait le passage le plus en aval sur le ria.

## Chronologie
- Début de la construction en 1881[2]
- 1 et 2 décembre 1882 lançage de la quatrième travée[3]
- Mis en service le 10 juin 1883
- Arrêt du trafic ferroviaire depuis novembre 2018

## Caractéristiques

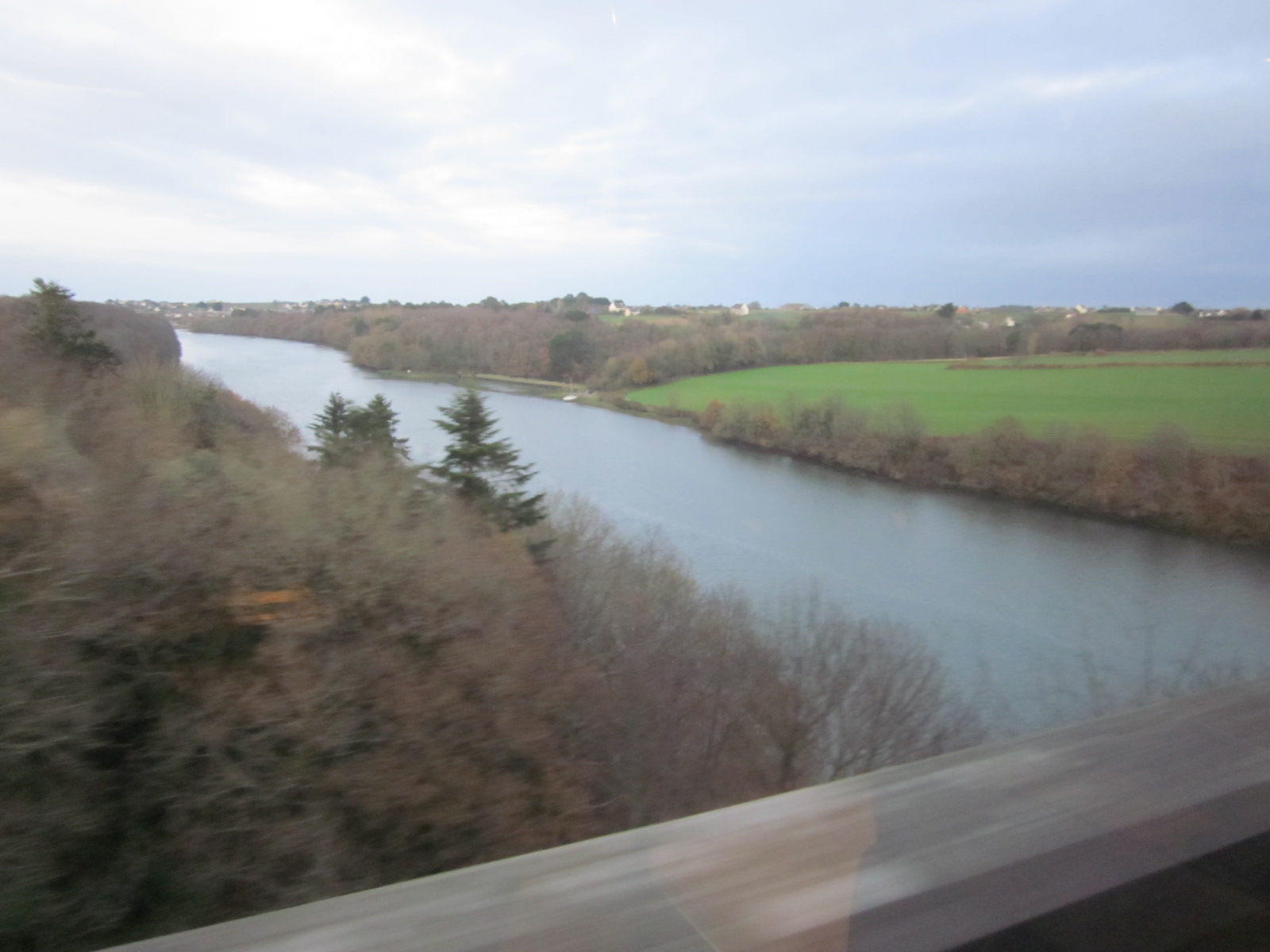
Vue sur la Penzé à partir du viaduc

La voie est établie sur un tablier métallique à treillis de six mètres de hauteur reposant sur des maçonneries, trois piles élancées et deux imposantes culées. Leurs parements ont les trois couleurs, rose, gris, blanc, du granit de l'île Grande, d'où les blocs ont été transbordés par les cotres de Penzé. 
Les deux travées centrales ont 60 mètres de portée et les deux travées de rive, 49 mètres chacune. Le tablier est à environ 40 mètres au-dessus de l'eau.
En raison de sa vétusté et pour des raisons de sécurité, la vitesse des trains est limitée à 30 km/h.

## Constructeurs
Le viaduc est adjugé en deux lots : le premier concerne une réalisation à l'air comprimé pour les fondations de la pile centrale, il est remporté par la société Fives-Lille le 7 août 1880 ; c'est l'entreprise Le Brun de Creil dans l'Oise qui obtient le deuxième lot lors de l'adjudication du 30 avril 1881.